# Acceso a Florencia
Se le denomina acceso a Florencia, a la carretera que conduce desde el departamento de Huila, a la ciudad de Florencia, capital del departamento del Caquetá, considerada como la Puerta  de Oro de la Amazonia Colombiana. Hace parte de la Ruta Nacional 20 de la Red Nacional de Carreteras, comprendiendo el tramo 03 A entre Altamira (Huila) y Florencia, con una longitud de 89 km.

## Historia
El primer camino de comunicación entre el departamento del Huila y Florencia lo abrió el cauchero Pedro Pizarro. En 1911 el gobierno nacional lo amplió y mejoró; y -con base en el camino de Pizarro- en 1932 se construyó la carretera Garzón-Florencia, vía necesaria para movilizar las tropas que se dirigían al frente del conflicto por la posesión del Trapecio Amazónico entre Perú y Colombia. La vía empezó a construirse en octubre de 1932 y se terminó en junio de 1933. Debido a lo angosto de la carretera, su uso fue reglamentado al dividirla en dos partes: la primera, de Garzón a La Ruidosa; y la segunda, de La Ruidosa hasta Venecia. Así las cosas, del Huila hacia Florencia solo salían vehículos los domingos, martes, jueves y sábados, y los demás días transitaban vehículos en sentido contrario.
Después de dos décadas de construcción y luego de enfrentar múltiples suspensiones en las obras, incapacidad económica y técnica de algunos contratistas y la falta de voluntad política, finalmente el 24 de mayo de 2003 fue dada al servicio la nueva carretera Florencia-Suaza-Altamira. Las obras fueron culminadas por las firmas Construcciones El Cóndor en el tramo correspondiente al departamento del Huila y Consorcio Solarte y Solarte en el tramo del departamento del Caquetá.

## Trazado de la vía
Inicialmente, el trazado de la carretera desde Florencia hacia el interior del país transcurría paralelo al margen derecho del río Hacha. Atravesaba la Cordillera Oriental por el cerro Gabinete para luego descender a la población de Guadalupe y luego a Altamira en el Huila, recorrido correspondiente al tramo 03 de la Ruta Nacional 20.
La nueva carretera, correspondiente al tramo 03 A de la Ruta Nacional 20, se trazó desde Florencia con un nuevo recorrido hasta la quebrada Las Doradas, transitando por un terreno ondulado en este tramo. Desde allí pasa a un terreno escarpado, propio de la Cordillera Oriental, hacia la depresión El Vergel a 1800 m s. n. m. en límites entre los departamentos de Caquetá y Huila. Justo en esta zona se construyeron cinco túneles con fines de protección ambiental, cuya longitud suma más de un kilómetro de distancia. Los túneles 3 y 4 fueron unidos por razones técnicas.
Luego, inicia un descenso hasta el sector conocido como Orrapihuasi, jurisdicción del municipio de Altamira, donde se une a la Ruta Nacional 45 y desde allí comunica a Florencia con Bogotá y el resto del país.

## Tramos

### Carretera nueva
| Tramo | Inicio   | Final     | Recorrido |
| ----- | -------- | --------- | --------- |
| 03 A  | Altamira | Florencia | 89 km     |

### Carretera antigua
| Tramo | Descripción                              |
| ----- | ---------------------------------------- |
| 03    | Antigua vía Florencia-Gabinete-Guadalupe |

## Recorrido
Las siguientes localidades se encuentran ubicadas sobre la vía de acceso a Florencia:

### Carretera nueva - Tramo 03 A
- Huila
  - Altamira
  - Orrapihuasi
  - Suaza
  - Depresión El Vergel
- Caquetá
  - Depresión El Vergel
  - Quebrada Las Doradas
  - El Caraño
  - Florencia

### Carretera antigua - Tramo 03
- Huila
  - Altamira
  - Orrapihuasi
  - Guadalupe
  - Resinas
- Caquetá
  - Cerro Gabinete
  - El Caraño
  - Vereda Sebastopol
  - Florencia